# Gai Aquil·li Florus
Gai Aquil·li Flor (en llatí: Gaius Aquillius M. f. C. n. Florus) va ser un magistrat romà del segle iii aC. Formava part de la gens Aquíl·lia, de la branca d'origen plebeu.
Va ser elegit cònsol l'any 259 aC, el sisè any de la Primera Guerra Púnica. Va rebre com a província Sicília, on va vigilar els moviments d'Hamílcar Barca durant els darrers mesos de l'any. L'any següent, va continuar a l'illa en qualitat de procònsol, i es va dedicar a blocar Mitístratum, una plaça forta de muntanya que finalment va rendir amb l'ajut del cònsol de l'any Aulus Atili Calatí, fins que al final de l'estiu va tornar a Roma. El 5 d'octubre del 258 aC va celebrar el triomf a Roma.